# 1991年の日本
1991年の日本（1991ねんのにほん）では、1991年（平成3年）の日本の政治、経済、文化などの出来事についてまとめる。

## 他の紀年法
日本では、西暦の他にも以下の紀年法を使用している。なお、以下の紀年法は西暦と月日が一致している。
- 元号
  - 平成3年
- 神武天皇即位紀元
  - 皇紀2651年
- 干支
  - 辛未（かのと ひつじ）

## カレンダー
| 1月 |    |    |    |    |    |    |
| 日  | 月 | 火 | 水 | 木 | 金 | 土 |
|     |    | 1  | 2  | 3  | 4  | 5  |
| 6   | 7  | 8  | 9  | 10 | 11 | 12 |
| 13  | 14 | 15 | 16 | 17 | 18 | 19 |
| 20  | 21 | 22 | 23 | 24 | 25 | 26 |
| 27  | 28 | 29 | 30 | 31 |    |    |
|     |    |    |    |    |    |    |

| 2月 |    |    |    |    |    |    |
| 日  | 月 | 火 | 水 | 木 | 金 | 土 |
|     |    |    |    |    | 1  | 2  |
| 3   | 4  | 5  | 6  | 7  | 8  | 9  |
| 10  | 11 | 12 | 13 | 14 | 15 | 16 |
| 17  | 18 | 19 | 20 | 21 | 22 | 23 |
| 24  | 25 | 26 | 27 | 28 |    |    |
|     |    |    |    |    |    |    |

| 3月 |    |    |    |    |    |    |
| 日  | 月 | 火 | 水 | 木 | 金 | 土 |
|     |    |    |    |    | 1  | 2  |
| 3   | 4  | 5  | 6  | 7  | 8  | 9  |
| 10  | 11 | 12 | 13 | 14 | 15 | 16 |
| 17  | 18 | 19 | 20 | 21 | 22 | 23 |
| 24  | 25 | 26 | 27 | 28 | 29 | 30 |
| 31  |    |    |    |    |    |    |
|     |    |    |    |    |    |    |

| 4月 |    |    |    |    |    |    |
| 日  | 月 | 火 | 水 | 木 | 金 | 土 |
|     | 1  | 2  | 3  | 4  | 5  | 6  |
| 7   | 8  | 9  | 10 | 11 | 12 | 13 |
| 14  | 15 | 16 | 17 | 18 | 19 | 20 |
| 21  | 22 | 23 | 24 | 25 | 26 | 27 |
| 28  | 29 | 30 |    |    |    |    |
|     |    |    |    |    |    |    |

| 5月 |    |    |    |    |    |    |
| 日  | 月 | 火 | 水 | 木 | 金 | 土 |
|     |    |    | 1  | 2  | 3  | 4  |
| 5   | 6  | 7  | 8  | 9  | 10 | 11 |
| 12  | 13 | 14 | 15 | 16 | 17 | 18 |
| 19  | 20 | 21 | 22 | 23 | 24 | 25 |
| 26  | 27 | 28 | 29 | 30 | 31 |    |
|     |    |    |    |    |    |    |

| 6月 |    |    |    |    |    |    |
| 日  | 月 | 火 | 水 | 木 | 金 | 土 |
|     |    |    |    |    |    | 1  |
| 2   | 3  | 4  | 5  | 6  | 7  | 8  |
| 9   | 10 | 11 | 12 | 13 | 14 | 15 |
| 16  | 17 | 18 | 19 | 20 | 21 | 22 |
| 23  | 24 | 25 | 26 | 27 | 28 | 29 |
| 30  |    |    |    |    |    |    |
|     |    |    |    |    |    |    |

| 7月 |    |    |    |    |    |    |
| 日  | 月 | 火 | 水 | 木 | 金 | 土 |
|     | 1  | 2  | 3  | 4  | 5  | 6  |
| 7   | 8  | 9  | 10 | 11 | 12 | 13 |
| 14  | 15 | 16 | 17 | 18 | 19 | 20 |
| 21  | 22 | 23 | 24 | 25 | 26 | 27 |
| 28  | 29 | 30 | 31 |    |    |    |
|     |    |    |    |    |    |    |

| 8月 |    |    |    |    |    |    |
| 日  | 月 | 火 | 水 | 木 | 金 | 土 |
|     |    |    |    | 1  | 2  | 3  |
| 4   | 5  | 6  | 7  | 8  | 9  | 10 |
| 11  | 12 | 13 | 14 | 15 | 16 | 17 |
| 18  | 19 | 20 | 21 | 22 | 23 | 24 |
| 25  | 26 | 27 | 28 | 29 | 30 | 31 |
|     |    |    |    |    |    |    |

| 9月 |    |    |    |    |    |    |
| 日  | 月 | 火 | 水 | 木 | 金 | 土 |
| 1   | 2  | 3  | 4  | 5  | 6  | 7  |
| 8   | 9  | 10 | 11 | 12 | 13 | 14 |
| 15  | 16 | 17 | 18 | 19 | 20 | 21 |
| 22  | 23 | 24 | 25 | 26 | 27 | 28 |
| 29  | 30 |    |    |    |    |    |
|     |    |    |    |    |    |    |

| 10月 |    |    |    |    |    |    |
| 日   | 月 | 火 | 水 | 木 | 金 | 土 |
|      |    | 1  | 2  | 3  | 4  | 5  |
| 6    | 7  | 8  | 9  | 10 | 11 | 12 |
| 13   | 14 | 15 | 16 | 17 | 18 | 19 |
| 20   | 21 | 22 | 23 | 24 | 25 | 26 |
| 27   | 28 | 29 | 30 | 31 |    |    |
|      |    |    |    |    |    |    |

| 11月 |    |    |    |    |    |    |
| 日   | 月 | 火 | 水 | 木 | 金 | 土 |
|      |    |    |    |    | 1  | 2  |
| 3    | 4  | 5  | 6  | 7  | 8  | 9  |
| 10   | 11 | 12 | 13 | 14 | 15 | 16 |
| 17   | 18 | 19 | 20 | 21 | 22 | 23 |
| 24   | 25 | 26 | 27 | 28 | 29 | 30 |
|      |    |    |    |    |    |    |

| 12月 |    |    |    |    |    |    |
| 日   | 月 | 火 | 水 | 木 | 金 | 土 |
| 1    | 2  | 3  | 4  | 5  | 6  | 7  |
| 8    | 9  | 10 | 11 | 12 | 13 | 14 |
| 15   | 16 | 17 | 18 | 19 | 20 | 21 |
| 22   | 23 | 24 | 25 | 26 | 27 | 28 |
| 29   | 30 | 31 |    |    |    |    |
|      |    |    |    |    |    |    |

## できごと

### 主なできごと（通年）
報道各社が報道した、本年の主要なニュース
- 証券会社や金融会社の不祥事が続出[1]。

なお、前年にひきつづきバブル崩壊の年である。前年の株価バブル崩壊に引き続き、本年は土地バブルが崩壊した。
- 雲仙普賢岳で火砕流が発生し、40名が死亡した[1]。
- 宮沢内閣が発足した[1]。
- ソヴィエト連邦の大統領ゴルバチョフが初来日した[1]。
- 湾岸戦争に関連して、日本政府は90億ドルの追加支援をすることを決定[1]。
- ペルシャ湾に日本の掃海艇を派遣[1]。
- PKO法案が引き続き審議される[1]。→PKO国会、国際連合平和維持活動等に対する協力に関する法律を参照。
- 千代の富士の引退と、若花田・貴花田兄弟の活躍[1]

横綱・千代の富士が通算1045勝という記録を残し現役を引退し、元大関・貴ノ花の息子である若花田・貴花田の兄弟力士の活躍で大相撲は世代交代の転換期を迎えた。

### 1月
- 1月1日
  - 東京23区などの市外局番が「03」の地域[注 1]において電話番号が10桁となる（03の後に3を付け、03-XXX-XXXX→03-3XXX-XXXXとなる）。
  - 銀行の放送メディア（テレビ・ラジオ）によるCMが解禁。
- 1月7日 - フジテレビ、人気トークバラエティ番組『ライオンのごきげんよう』放送開始（2016年3月終了）。
- 1月14日 - トヨタ自動車が「サイノス」を発売。
- 1月17日 - 日本時間のこの日、クウェートで湾岸戦争が勃発[書籍 1]。日本のテレビ各局も長時間の報道特別番組を編成した。
- 1月19日 - 登山家・田部井淳子が女性として世界初の六大陸最高峰を登頂[書籍 2][書籍 3]。
- 1月24日 - 日本政府が多国籍軍に110億円の追加支援を決定[書籍 4]。

### 2月
- 2月1日 - 熊本県飽託郡北部町・河内町・飽田町・天明町が熊本市に編入される。
- 2月4日 - 三菱自動車工業が「RVR」を発売。
- 2月9日 - 福井県の関西電力美浜原子力発電所で原子炉が自動停止する事故が発生[書籍 4]。
- 2月23日 - 皇太子徳仁親王、立太子の礼[書籍 1]。
- 2月28日 - 新幹線300系先行試作車（J1編成）が最高速度325.7 km/hを記録。

### 3月
- 3月1日
  - 麒麟麦酒株式会社の清涼飲料部門とその関連会社・キリンレモン株式会社が統合してキリンビバレッジ株式会社が発足。
  - カシオ計算機が「セルヴィアーノ」を発売。
- 3月9日 - 静岡県熱海市の海岸で釣りをしている最中に行方不明となっていたものまねタレントの若人あきら（現：我修院達也）が神奈川県小田原市で無事発見される。
- 3月14日 - 広島市安佐南区の広島高速交通の建設現場で橋桁が下の道路上に落下し、道路上の自動車を直撃。作業員と自動車乗車者15人が死亡[書籍 4][書籍 1]。
- 3月19日 - JR東日本と京成電鉄の成田空港駅が開業。JR東日本は成田エクスプレスの運行を開始。これに伴い、京成の旧成田空港駅は東成田駅に改称。
- 3月25日
  - マツダが「ユーノス・プレッソ」を発売（6月には姉妹車の「AZ-3」を発売）。
- 3月26日
  - 第63回選抜高等学校野球大会が阪神甲子園球場で開幕。
  - 桃花台新交通が開業。
- 3月31日 - 北総開発鉄道北総・公団線（現・北総鉄道北総線）京成高砂駅 - 新鎌ヶ谷駅間開業。

### 4月
- 4月1日

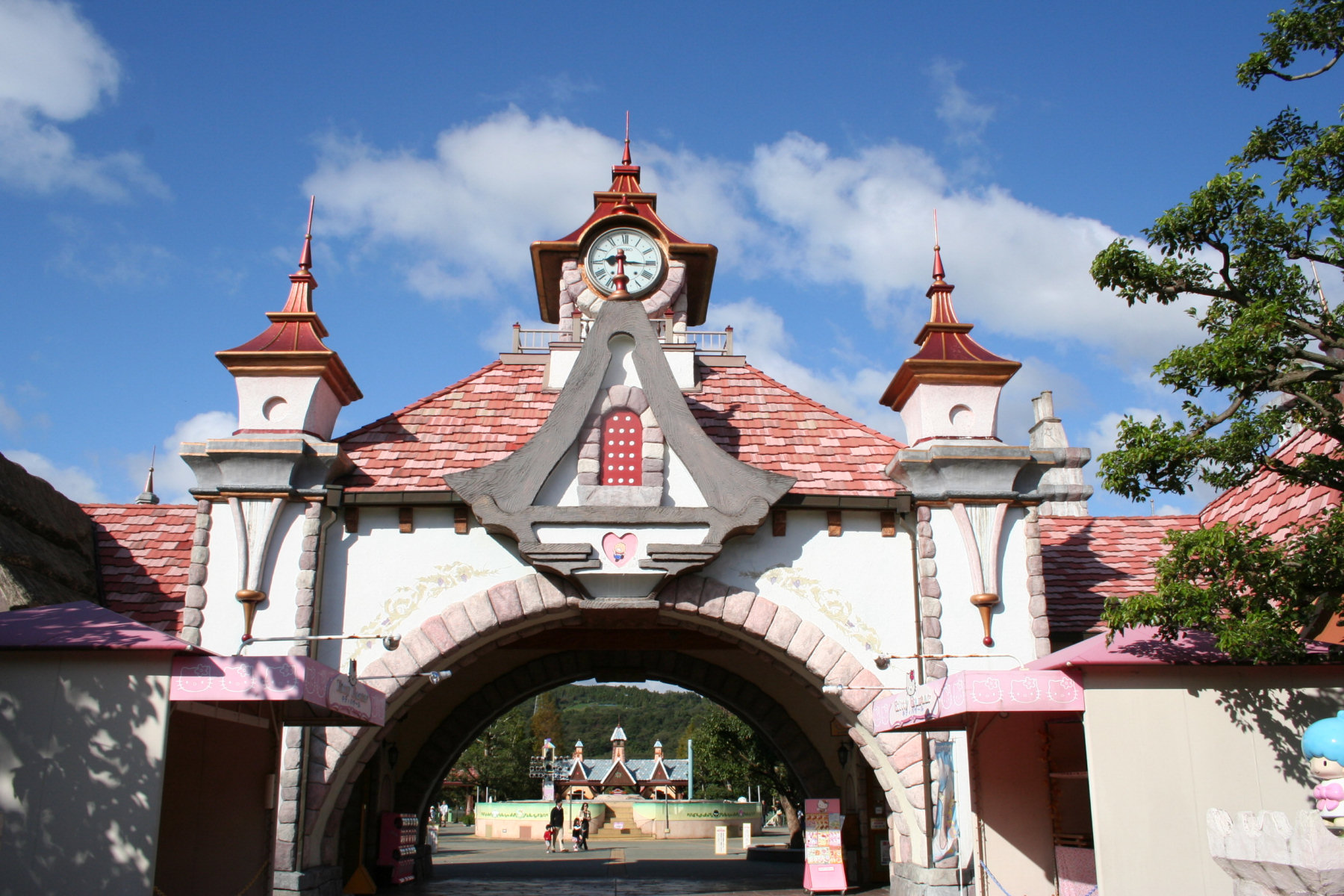
ハーモニーランド（4月26日開園）

  - 東京都庁が千代田区丸の内から新宿区西新宿に移転し、新東京都庁舎開庁。
  - 日本テレビ系列の長崎国際テレビ（NIB）、フジテレビ系列の岩手めんこいテレビ（MIT）、テレビ朝日系列の長野朝日放送（abn）、テレビ東京系列のTXN九州（TVQ。現在のTVQ九州放送）が開局。TVQの開局でテレビ東京系列の列島縦貫ネットワークが完成する。同日、日本初の衛星放送局WOWOWが本放送開始。
  - 協和銀行と埼玉銀行が合併し、協和埼玉銀行発足（1992年9月、あさひ銀行に行名変更。現在のりそな銀行及び埼玉りそな銀行）。
  - 牛肉とオレンジの輸入（自由化）が開始[書籍 4][書籍 1]。
  - 八千代信用金庫が普通銀行に転換して第二地方銀行の八千代銀行となる。現在のきらぼし銀行。信用金庫から普通銀行への転換は2022年1月現在同行のみ。
- 4月4日 - 本田技研工業が「アコードワゴン」を発売。
- 4月5日 - 第63回選抜高等学校野球大会の決勝戦が阪神甲子園球場で行われ、広陵が松商学園を6-5で破り、1926年（第3回）以来65年ぶり2度目の優勝。
- 4月17日 - 関西新聞がイトマン事件の煽りを受けて廃刊（4月23日発行元が倒産）。
- 4月21日 - 鹿児島県大島郡伊仙町の町長選挙、不在者投票の不正を巡って混乱となり、この後1年半にわたって町長不在となり、後に選挙無効が確定する。
- 4月26日
  - 大分県速見郡日出町にサンリオ2番目のテーマパーク・ハーモニーランドが開園。
  - 海上自衛隊のペルシャ湾掃海派遣部隊が出発（自衛隊初の海外派遣）。
- 4月27日 - 山陰本線の旧線跡を利用した嵯峨野観光鉄道が開業。

### 5月
- 5月8日 - 育児休業法が成立[書籍 4][書籍 1]。
- 5月14日
  - 信楽高原鐵道信楽線で同社の普通列車とJR西日本の臨時快速列車が列車衝突事故、42人死亡[書籍 1]。
  - 横綱・千代の富士が通算1045勝という記録を残して現役引退[書籍 3]。年寄17代陣幕を襲名（1992年に13代九重に名跡変更）。
- 5月15日 - 本田技研工業が「ビート」を発売（10月にスズキが「カプチーノ」を発売）。
- 5月21日 - 俳優・勝新太郎が大麻取締法違反などの容疑で逮捕される。
- 5月31日
  - 東京都港区芝浦にジュリアナ東京オープン。
  - 18日にソ連の宇宙船「ソユーズ」で打ち上げられ、宇宙ステーション「ミール」に実験体として送られ、26日に地上に戻った日本産の食用カタツムリ(エスカルゴ)が無事に日本に戻ってくる。

### 6月
- 6月3日

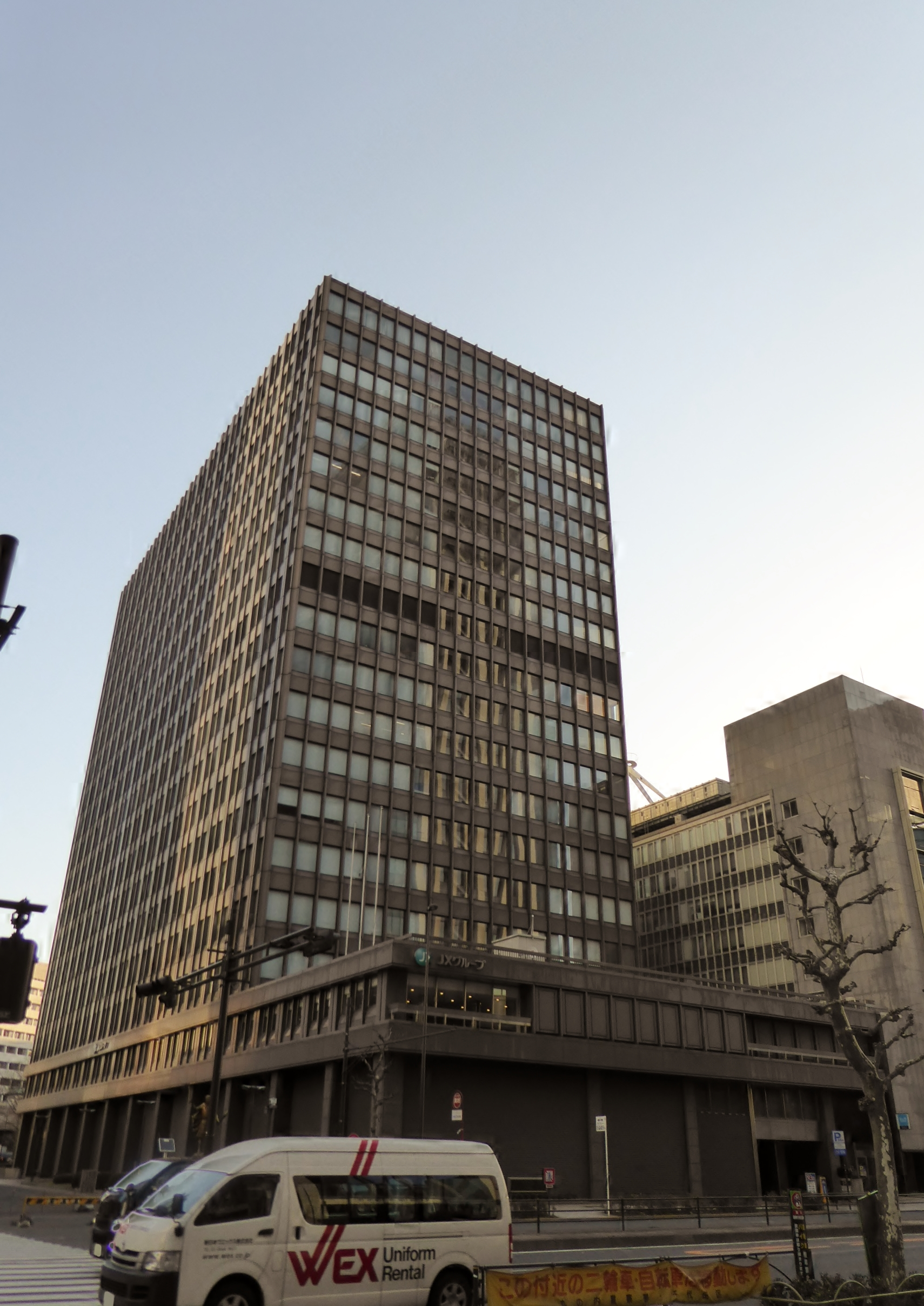
JX石油開発（6月26日設立）

  - 長崎県の雲仙普賢岳で火砕流発生（死者・行方不明43人）[書籍 2][書籍 1]。
  - 日産自動車が「セレナ」を発売。
- 6月6日 - 東京地検、地産元会長の竹井博友を所得税法違反容疑で逮捕[書籍 1]。6月26日、東京国税局は竹井を個人としては最高の約34億円脱税容疑で告発。
- 6月15日 - IOCが1998年冬季オリンピック開催地を長野市に決定。
- 6月17日 - マツダが「センティア」を発売（これにより「ルーチェ」は25年間の歴史に幕）。
- 6月19日 - 鹿児島県伊仙町の町長選挙における選挙違反疑惑に関連し、伊仙町選挙管理委員会の委員長が公職選挙法違反で逮捕される。
- 6月20日
  - 東北新幹線上野駅 - 東京駅間開業[書籍 4]。東北新幹線および上越新幹線が東京駅に乗り入れる。
  - 4大証券（野村證券、大和証券、日興証券、山一證券）の大口投資家への損失補てんが発覚[書籍 1]。
- 6月26日 - 日本石油の100%子会社として日本石油開発設立。
- 6月30日 - 同和鉱業片上鉄道線がこの日限りで廃止。

### 7月

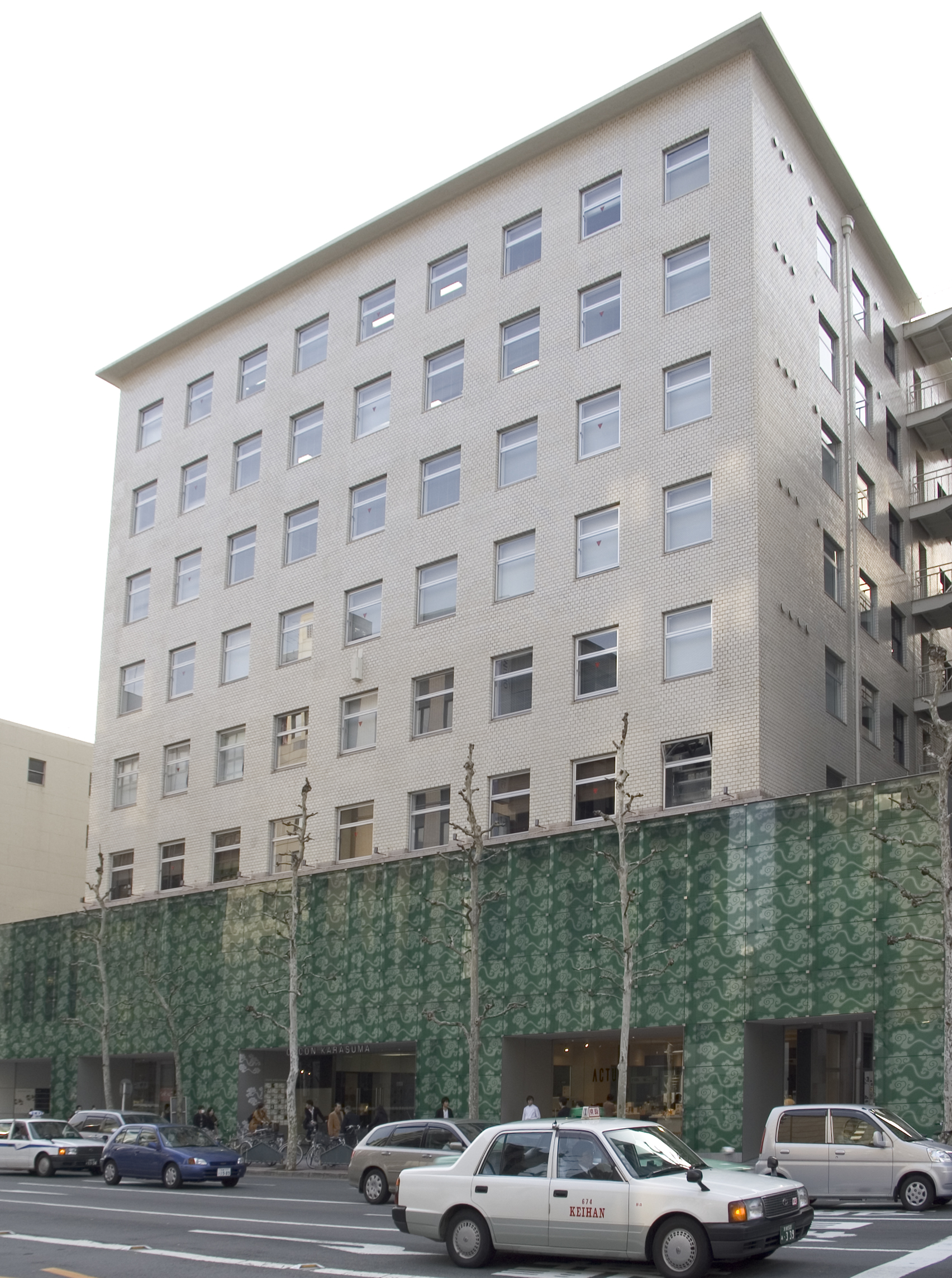
エフエム京都（7月1日開局）

- 7月1日 - エフエム京都（α-station）開局。
- 7月11日 - イスラム教を冒涜する内容が含まれる著書「悪魔の詩」を翻訳した筑波大学教授が大学内で首を切られ、殺害される[書籍 1]。
- 7月14日 - 横綱・大乃国が引退[書籍 3]。
- 7月23日 - イトマン事件でイトマンの河村良彦元社長などが逮捕される[書籍 5]。
- 7月25日
  - 秋田自動車道の横手IC - 秋田南IC間が開通。
  - F1ドライバーの中嶋悟が今シーズン限りでの現役引退を表明。
- 7月31日
  - プロ野球・ロッテオリオンズが翌年より本拠地を川崎市（川崎球場）から千葉市へ移転することを発表。
  - この年の統一地方選挙で日本社会党が敗北した責任をとり、土井たか子委員長・山口鶴男書記長の社会党執行部は退陣。同日、後任の社会党委員長に田邊誠衆議院議員が就任。
  - 長崎県の平戸島（平戸市）と生月島（生月町）を結ぶ生月大橋有料道路が開通。平戸島と本土との間にはすでに平戸大橋が開通していたため、生月島は平戸島および本土と陸路で結ばれることになった。

### 8月
- 8月1日
  - コクヨが3代目「Campus」を発売。
  - 兵庫県の大峰山で阪急航空のヘリが墜落、死者8人
- 8月7日 - 新日本プロレスで第1回G1 CLIMAXが開幕（ - 11日）。蝶野正洋が初代王者となる。
- 8月8日 - 第73回全国高等学校野球選手権大会が阪神甲子園球場で開幕。
- 8月16日 - 17日[2] - 「コミックマーケット40」開催。会場として予定していた幕張メッセから開催直前に使用中止を通告され（コミケ幕張メッセ追放事件）、急遽東京国際見本市会場での開催に変更された。
- 8月21日 - 第73回全国高等学校野球選手権大会の決勝戦が阪神甲子園球場で行われ、大阪代表の大阪桐蔭が沖縄代表の沖縄水産を13-8で破り初優勝。
- 8月22日 - 日産自動車が2代目「シーマ」を発売。
- 8月23日 - 1991年世界陸上選手権が東京の国立霞ヶ丘競技場陸上競技場で開幕（ - 9月1日）。
- 8月26日 - 大相撲の貴花田、最年少関脇に昇進。

### 9月
- 9月
  - 新宗教・幸福の科学の記事問題をめぐる講談社フライデー事件。
  - 大阪・生國魂神社にて「上方はなし・彦八まつり」（主催：上方落語協会）を初開催。
- 9月1日
  - 埼玉県入間郡鶴ヶ島町が市制施行、鶴ヶ島市に。
  - 小林コーセーがコーセーに社名変更、同時にCI導入。
  - 七尾線津幡駅 - 和倉温泉駅間が電化、和倉温泉駅 - 輪島駅間がのと鉄道に転換。
  - 町田市立つくし野中学校いじめ自殺事件。
- 9月4日
  - 東北新幹線・盛岡 - 青森間が着工。
  - 外務省審議官実父宅放火殺人事件。
  - プロ野球実行委員会において、ロッテオリオンズの神奈川県川崎市から千葉県千葉市への本拠地移転を正式に承認。
- 9月9日 - SMAPが『Can't Stop!! -LOVING-』をリリースしメジャーデビュー。
- 9月10日 - 本田技研工業が「シビックフェリオ」を発売。
- 9月11日 - アメリカ海軍の空母インディペンデンス、横須賀港に入港。
- 9月14日 - 台風17号が長崎市付近に上陸。日本海沿岸部を縦断し、全国で死者11人。
- 9月18日 - 富士重工業が「アルシオーネSVX」を発売。
- 9月27日 - 台風19号が長崎県佐世保市に上陸。
- 9月30日 - 朝日新聞朝刊で連載されていたサトウサンペイの4コマ漫画『フジ三太郎』が連載終了。最終回では登場人物全員が「上を向いて歩こう」の替え歌を合唱して締めくくった。

### 10月
- 10月1日
  - テレビ朝日系列の青森朝日放送（ABA）、北陸朝日放送（HAB）開局。
  - エフエム大分がJFNに加盟。
  - 花王がきざみ入り容器のシャンプーを発売、以降業界全体に普及。
  - いしいひさいちの4コマ漫画『となりのやまだ君』が朝日新聞朝刊で連載開始（後に『ののちゃん』に改題）。
  - 山形県酒田市に庄内空港が開港。
- 10月3日 - 海部俊樹首相、退陣表明。
- 10月5日
  - 西武ライオンズが2年連続パ・リーグの優勝を決める。
  - TBS、人気クイズ特別番組『オールスター感謝祭』放送開始。
- 10月7日 - 札幌テレビ放送（STV）、夕方のローカルワイド番組『どさんこワイド120』が放送開始（現在も『どさんこワイド179』のタイトルで継続）。
- 10月11日 - トヨタ自動車が「クラウンマジェスタ」、「アリスト」、「ウィンダム」をそれぞれ発売。
- 10月13日 - 広島東洋カープが5年ぶりにセ・リーグの優勝を決める。
- 10月27日 - 海部俊樹の総裁退陣に伴う自民党総裁選挙、宮澤喜一が渡辺美智雄・三塚博の両名を破り当選[書籍 4]。
- 10月28日
  - 神戸電鉄公園都市線横山駅 - フラワータウン駅間開業。
  - 日本シリーズ第7戦が西武ライオンズ球場で行われ、西武が広島に7対1で勝利し、4勝3敗で2年連続の日本一[書籍 3]。

### 11月
- 11月1日
  - 日本電気（NEC）が「PC-9801NC」を発売。
  - 日本プロサッカーリーグ（Jリーグ）が文部省の認可を受け発足。
- 11月5日
  - 宮澤内閣発足[書籍 4][書籍 3]。
  - 毎日新聞がCI導入、題字を現在使用されているものにリニューアル。
- 11月15日 - カシオ計算機が印刷機「ネームランド」を発売。
- 11月19日 - ロッテオリオンズは、来シーズンから本拠地を川崎市の川崎球場から千葉市の千葉マリンスタジアムに移転することを発表、同時に球団名も「千葉ロッテマリーンズ」に改名することを発表。11月21日に正式に改称。
- 11月28日 - 日蓮正宗が創価学会を破門。
- 11月29日 - 営団地下鉄南北線開業（2000年に全線開業し、東急目黒線・埼玉高速鉄道との相互直通運転開始）。

### 12月
- 12月1日 - 東海交通事業城北線が開業。
- 12月10日 - 都営地下鉄大江戸線（当初は12号線）光が丘～練馬間開業
- 12月12日〜28日 - スナックママ連続殺人事件が発生する（警察庁広域重要指定119号事件に指定）。
- 12月11日 - 高知県知事選で元NHK記者の橋本大二郎が当選。戦後生まれで史上初となる知事の誕生。
- 12月25日 - 大洋の中山裕章投手が幼児への強制わいせつ罪で逮捕され、球団を解雇される。

### 日付不詳
- 日本の飯島澄男（当時：NEC筑波研究所研究員）によってカーボンナノチューブが発見される。

## 社会

### 政治
在職者
- 天皇: 明仁（ただし、象徴天皇制であり、国政に関する権能を有さない[3]）
- 内閣総理大臣: 海部俊樹（自由民主党）、11月5日から宮澤喜一（自由民主党）
  - 内閣官房長官: 坂本三十次（自由民主党）、11月5日から加藤紘一（自由民主党）
  - 各大臣については第2次海部内閣 (改造)を参照
- 衆議院議長: 櫻内義雄（自由民主党）
- 参議院議長: 土屋義彦（自由民主党）、10月4日から長田裕二（自由民主党）
- 最高裁判所長官: 草場良八

国会
- 国会: 第121回 (臨時会, 8月5日-10月4日)、第122回 (臨時会, 11月5日-12月21日)

### 経済
前年1990年の株価バブルの崩壊に続き、本年は土地バブルも崩壊した。

### 通信
2月に郵政省（現総務省）がデジタル携帯電話サービス用に合計80MHzの帯域幅を割り当てる方針を表明。

## 天候・天災・環境 等
日本の天候、自然災害、自然環境の変化など
- 1991年は噴火や天候不順等で全国的には寡照の年であった。日照時間の少ない順ランキングでも1991年が1位であるアメダス地点も少なくない。
- 6月3日 - 雲仙普賢岳の噴火により火砕流発生。報道関係者なども巻き込まれ43人死亡。
- 台風19号 （俗称：りんご台風）による被害、全国で45人死亡。

### 冬季
冬（1990年12月 - 1991年2月）は北日本で記録的暖冬であったが、1月以降は東日本以西で寒暖の変動が大きいながらもほぼ平年前後の気温となり、2月下旬に強い冬型となった時期があったため、平年並みの寒さとなった。

### 春季
春（4月 - 6月）の気温は高く、西日本で降水量が多かった。

### 夏季
夏（6月 - 8月）は天候不順で夏型は安定しなかった（「平成3年梅雨前線豪雨」も参照）。梅雨明けも遅れ気味で西日本では梅雨明け後猛暑となったが、8月に入ると太平洋高気圧が弱まり、前線や台風の影響を受けるようになったため、北日本から西日本で低温となった。なお、7月から前線の影響を受けた北日本では降水量が平年を上回り、梅雨明けも大幅に遅れたことにより冷害が発生した。8月は低温・冷夏傾向であったが、6月が記録的な高温で推移したため、夏全体の気温は全国的に平年をやや上回った。

### 秋季
秋（9月 - 11月）は台風の接近・上陸が多く、台風15号が関東に接近したことを皮切りに17号、18号、19号が相次いで接近または上陸し全国的な被害をもたらした。10月以降も台風21号が西日本から東日本にかけて接近し、月末には台風23号が南西諸島に接近するなどした。9月 - 10月の気温は高めだったが、11月以降は気温は平年並みに落ち着き、秋の気温は東日本以北で高めであったが、西日本以南は平年並みだった。

## 科学、テクノロジー
自然科学、テクノロジーなど
- NTTが当時世界最小・最軽量の携帯電話「ムーバ（mova)」を発売。それをベースにNEC，富士通，三菱電機，松下通信工業の各社がNTTと「ムーバN」「ムーバF」「ムーバD」「ムーバP」を共同開発し売り出した。いずれも体積約150cc、重さ約230gと当時の世界最小・最軽量の携帯電話であり、従来機の「TZ803」と比較して体積約38％，重さ約36％と大幅な小型・軽量化を達成し、ポケットに入る携帯電話である[4]。NTTのmovaは、アメリカのモトローラが開発し日本国内でも販売していた小型・軽量端末「マイクロタック（en:MicroTAC）」に対抗するための製品だった[4]。マイクロタックは当時の常識を打ち破る重さ310gを実現しており1989年10月に関西セルラー電話が発売するや否や生産が追いつかなくなるほどヒットし、1990年には新規参入事業者の携帯電話加入数のシェアがNTTを上回る事態となっていたので、対抗策としてマイクロタックよりも小型の携帯電話を開発したのだった[4]。

- ソニーがハード・カーボンを負極活物質とするリチウム二次電池を開発し、1991年に出荷を開始した[5]。

- なお、本年はWWWが欧州で、Linuxがアメリカで誕生した年であり、海外の技術動向に注意している研究者や技術者はそれらの情報を集め始めた（Linuxの日本語入力・表示を行うLinux JE(Japanese Extensions)が登場したのは1993年5月）。

## 芸術、文化、サブカルチャー、スポーツ
ハイカルチャーから、サブカルチャー、流行、スポーツなど幅広く

### 文学、出版
- 芥川賞
  - 第105回（1991年上半期） - 辺見庸 『自動起床装置』、荻野アンナ 『背負い水』
  - 第106回（1991年下半期） - 松村栄子 『至高聖所アバトーン』
- 直木賞
  - 第105回（1991年上半期） - 宮城谷昌光『夏姫春秋』、芦原すなお『青春デンデケデケデケ』
  - 第106回（1991年下半期） - 高橋義夫『狼奉行』、高橋克彦『緋い記憶』
- ベストセラー
  - さくらももこ 『もものかんづめ』
  - ビートたけし 『だから私は嫌われる』
  - 山崎豊子『大地の子』
  - 竹下龍之介 『天才えりちゃん 金魚を食べた』

### 舞台作品
Category:1991年の舞台作品

### 映画

#### 邦画
- 就職戦線異状なし
- おもひでぽろぽろ
- ゴジラvsキングギドラ
- 八月の狂詩曲
- 無能の人
- 息子

#### 洋画
日本公開映画（本国公開は前年以前）
- ニキータ
- ミザリー
- ゴッドファーザー PART III
- ダンス・ウィズ・ウルブズ
- ホーム・アローン
- シザーハンズ

本国公開・日本公開ともに当年
- プロジェクト・イーグル
- 羊たちの沈黙
- ターミネーター2

### テレビ
- 『太平記』（NHK大河ドラマ）
- 『君の名は』（NHK連続テレビ小説）
- 『ひとりでできるもん!』（NHK教育）
- 『世界まる見え!テレビ特捜部』（日本テレビ系）レギュラー放送開始
- 『とんねるずの生でダラダラいかせて!!』（日本テレビ系）
- 『情熱ワイド!ブロードキャスター』（TBS系）
- 『オールスター感謝祭』（TBS系、春・秋の2回）
- 『ライオンのごきげんよう』（フジテレビ系）
- 『東京ラブストーリー』（フジテレビ系）
- 『101回目のプロポーズ』（フジテレビ系）
- 『たけし・逸見の平成教育委員会』（フジテレビ系）
- 『カルトQ』（フジテレビ系）
- 『ダウンタウンのごっつええ感じ』（フジテレビ系）レギュラー放送開始
- 『必殺仕事人・激突!』（朝日放送・テレビ朝日系）

開局
- 4月1日
  - 岩手めんこいテレビ（FNN・FNS系列）、長野朝日放送（ANN系列）、TVQ九州放送（TXN系列。当時はティー・エックス・エヌ九州）、長崎国際テレビ（NNN・NNS系列）が開局。
  - WOWOW（JSB日本衛星放送）が本放送開始。
- 10月1日 - 青森朝日放送、北陸朝日放送のANN系列2局が同時開局。

#### 特撮
- 1月 - 12月『不思議少女ナイルなトトメス』（フジテレビ系）
- 1月 - 1992年1月『特救指令ソルブレイン』（テレビ朝日系）
- 2月 - 1992年2月『鳥人戦隊ジェットマン』（テレビ朝日系）

#### コマーシャル
| キャッチフレーズなど                      | 商品名など               | メーカーなど               | 出演者                                                 | 音楽               |
| ----------------------------------------- | ------------------------ | -------------------------- | ------------------------------------------------------ | ------------------ |
| 日本を休もう                              | 観光キャンペーン         | JR東海                     | 大地康雄他                                             | 原由子             |
| ジャンジャガジャーン                      | ダイヤ改正告知           | JR東日本                   | 小泉今日子                                             | -                  |
| 日替りなのだ                              | デイリーan               | 学生援護会                 | 赤塚不二夫（キャラクターデザイン）・富田耕生（声）     | -                  |
| 「ルール」                                | ステーションイメージ     | フジテレビ                 | 露木茂（当時フジテレビアナウンサー、ナレーションのみ） | -                  |
| ものまねは、嫌いだ。                      | 華茶果茶                 | JT                         | ビジーフォー（グッチ裕三・モト冬樹）                   | -                  |
| ポケメシじゃ、あ〜りませんか              | ポケメシ                 | サントリー                 | チャーリー浜                                           | -                  |
| 熱血キッド                                | 熱血飲料                 | サントリー                 | 唐沢寿明                                               | 東京バナナボーイズ |
| ビールなんか、うまけりゃいいじゃん        | サントリーライツ         | サントリー                 | 志村けん                                               | -                  |
| ♪ひっこめーひっこめー                     | PF21                     | アサヒビール               | -                                                      | すぎやまこういち   |
| 食べる前に、飲む                          | 大正漢方胃腸薬           | 大正製薬                   | 田中邦衛、矢島正明（ナレーション）                     | -                  |
| 世の中、バカ（お利口）が多くて疲れません? | チョコラBB               | エーザイ                   | 桃井かおり                                             | -                  |
| テレビじゃ、画王じゃ                      | 画王                     | 松下電器                   | 津川雅彦                                               | 西岡千恵子         |
| カーカキンキン、カーキンキン              | フロム・エー             | リクルートホールディングス | -                                                      | 河内家菊水丸       |
| バザールでござーる                        | キャンペーンCM           | NEC                        | 財津一郎（ナレーション）                               | 佐藤雅彦           |
| 大阪名物迷惑駐車                          | 迷惑駐車追放キャンペーン | 大阪府                     | 月亭八方（ナレーション）                               | -                  |
| 私たちが、第一生命です。                  | 企業CM                   | 第一生命                   | －                                                     | 岡村孝子           |
| テレビじゃ見れない川崎劇場                | 企業CM                   | ロッテオリオンズ           | -                                                      | -                  |
| 魔人Vが行く                               | アリナミンV              | 武田薬品                   | アーノルド・シュワルツェネッガー・吉本新喜劇           | じんましんや       |
| ダッダ〜ン、ボヨヨンボヨヨン              | ダダン                   | ピップフジモト             | レジー・ベネット                                       | -                  |
| ♪子供の頃からエースで4番                  | オロナミンC              | 大塚製薬                   | 槙原寛己・斎藤雅樹・水野雄仁他                         | 真木ひでと         |
| ちゃんと、ちゃんとの味の素。              | 一連の同社製品CM         | 味の素                     | 牧瀬里穂                                               | -                  |
| 一歩進んだビールです。                    | アサヒ生ビールZ          | アサヒビール               | ビートたけし・ガダルカナル・タカ・井手らっきょ         | -                  |
| ♪生ビールが〜あるじゃないか〜             | キリンドラフト           | キリンビール               | 鈴木保奈美・中村雅俊                                   | 細川たかし（歌）   |
| ♪お〜いお〜い北海道〜                     | サッポロ北海道生ビール   | サッポロビール             | -                                                      | -                  |
| 冬がはじまるよ                            | サッポロ冬物語           | サッポロビール             | 北浦共笑                                               | 槇原敬之           |
| 私の意見は朝日新聞のウケウリです          | 朝日新聞                 | 朝日新聞大阪本社           | 間寛平・ジミー大西                                     | -                  |
| 毎日の、毎日が、変わる。                  | 毎日新聞                 | 毎日新聞社                 | 室田日出男（ナレーション）                             | BLANKEY JET CITY   |
| やるテレビ。                              | ステーションイメージ     | TBSテレビ                  | -                                                      | -                  |
| 男の数だけ愛がある。                      | ロングラン               | 日本生命                   | 真田広之                                               | -                  |

### アニメ
アニメーション映画
- 3月9日 - 『ドラえもん のび太のドラビアンナイト』（監督：芝山努）
- 3月16日 - 『機動戦士ガンダムF91』（監督：富野由悠季）
- 7月20日 - 『おもひでぽろぽろ』（監督：高畑勲）

テレビアニメ
- 1月5日 - 『おれは直角』放映開始
- 1月11日 - 『ドラゴンクエスト』放映開始
- 1月12日 - 『きんぎょ注意報!』、『おちゃめなふたご クレア学院物語』放映開始
- 1月13日 - 『トラップ一家物語』放映開始
- 1月28日 - 『おばけのホーリー』放映開始
- 2月2日 - 『人魚姫 マリーナの冒険』、『太陽の勇者ファイバード』放映開始
- 2月4日 - 『OH!MYコンブ』放映開始
- 2月11日 - 『ゲッターロボ號』放映開始
- 2月19日 - 『緊急発進セイバーキッズ』放映開始
- 3月15日 - 『新世紀GPXサイバーフォーミュラ』放映開始
- 4月1日 - 『ハローエスカルゴ島』放映開始
- 4月3日 - 『絶対無敵ライジンオー』放映開始 - エルドランシリーズ第1作
- 4月4日 - 『ジャンケンマン』放映開始
- 4月5日 - 『タイニー・トゥーン』放映開始
- 4月8日 - 『どろろんぱっ!』、『機甲警察メタルジャック』放映開始
- 4月9日 - 『ちいさなおばけアッチ・コッチ・ソッチ』放映開始
- 4月11日 - 『少年アシベ』放映開始
- 4月12日 - 『ハイスクールミステリー学園七不思議』放映開始
- 4月19日 - 『ひみつの花園』放映開始
- 4月28日 - 『シティーハンター'91』放映開始
- 5月2日 - 『21エモン』放映開始
- 5月6日 - 『アイドル忍者タートルズ』放映開始
- 7月22日 - 『おにいさまへ…』放映開始
- 10月2日 - 『魔法のプリンセス ミンキーモモ（夢を抱きしめて）』放映開始
- 10月4日 - 『ゲンジ通信あげだま』放映開始
- 10月6日 - 『キン肉マン キン肉星王位争奪編』放映開始
- 10月10日 - 『楽しいムーミン一家 冒険日記』、『燃えろ!トップストライカー』放映開始
- 10月14日 - 『炎の闘球児 ドッジ弾平』放映開始
- 10月17日 - 『DRAGON QUEST -ダイの大冒険-』放映開始
- 10月18日 - 『横山光輝 三国志』放映開始
- 10月19日 - 『チエちゃん奮戦記 じゃりン子チエ』放映開始
- 11月2日 - 『丸出だめ夫』放映開始
- 11月9日 - 『わたしとわたし ふたりのロッテ』放映開始
- 11月17日 - 『ウルトラマンキッズ 母をたずねて3000万光年』放映開始
- 12月2日 - 『ぞうのババール』放映開始

OVA

### 流行

#### 流行した商品
- カルピスウォーター（カルピス）が発売され、話題となりロングセラーを記録する。
- 宮沢りえ「Santa Fe」

#### 流行した服装
ジュリアナ東京スタイル（ワンレン・ボディコン）が流行する。

#### 流行語
本年の新語・流行語大賞より、年間大賞が選定されるようになった。
「…じゃあ〜りませんか」（チャーリー浜）が新語・流行語大賞の年間大賞を受賞した（その他の受賞語は後節「#流行語」も参照）。
- 流行語
  - 新語・流行語大賞
    - 年間大賞 - 「…じゃあ〜りませんか」（チャーリー浜）
    - 新語部門 - 金賞：火砕流、銀賞：ひとめぼれ、銅賞：八月革命
    - 流行語部門 - 金賞：若貴、銀賞：「重大な決意」、銅賞：損失補填
    - 大衆部門 - 金賞：「僕は死にましぇ〜ん」（武田鉄矢）、銀賞：「ダダーン ボヨヨン ボヨヨン」、銅賞：「ダンス甲子園」（日テレ『天才・たけしの元気が出るテレビ!!』）
    - 表現部門 - 金賞：川崎劇場（ロッテオリオンズ・川崎球場）、銀賞:「地球にやさしい」、銅賞：紺ブレ
    - 特別部門 - 特別賞：チャネリング（大川隆法）、連鎖語賞：「雅美さん 雅子さん たぬき顔」

### 音楽
ヒット曲のランキング（オリコンチャート）
- 小田和正「Oh! Yeah!」
- CHAGE and ASKA「SAY YES」
- KAN「愛は勝つ」
- 槇原敬之「どんなときも。」
- ASKA「はじまりはいつも雨」
- 小泉今日子「あなたに会えてよかった」
- B'z「LADY NAVIGATION」
- 長渕剛「しゃぼん玉」
- DREAMS COME TRUE「Eyes to me」
- B'z「ALONE」

他
- 尾崎豊「I LOVE YOU」
- スピッツ「ヒバリのこころ」
- TUBE「さよならイエスタデイ」
- T-BOLAN「離したくはない」
- 中山美穂「Rosa」
- 今井美樹「PIECE OF MY WISH」
- 嘉門達夫「替え唄メドレー」シリーズ
- バブルガム・ブラザーズ「WON'T BE LONG」
- サザンオールスターズ「ネオ・ブラボー!!」
- JAYWALK「何も言えなくて…夏」
- X「Silent Jealousy」
- とんねるず「情けねぇ」
- 大事MANブラザーズバンド「それが大事」
- プリンセス・プリンセス「SEVEN YEARS AFTER」
- PERSONZ「True Love-涙にぬれて-」
- 大江千里「格好悪いふられ方」
- 「Can't Stop!! -LOVING-」でSMAPがデビュー。
- 「Good-bye My Loneliness」でZARDがデビュー。
- 「伝説の少女」で観月ありさがデビュー。

### ゲーム

#### ボードゲーム
将棋
1-3月については1990年度の将棋界を参照。4-12月については1991年度の将棋界を参照。

#### コンピューターゲーム
アーケードゲーム
- ストリートファイターII - 「ゲームマシン」誌 91年年間ベストヒットゲームズ25 テーブル型ＴＶゲーム機 第一位[7]
- 熱血麻雀宣言! - 「ゲームマシン」誌 91年年間ベストヒットゲームズ25 ＴＶ麻雀ゲーム機 第一位[7]
- ファイナルラップ2(SD) - 「ゲームマシン」誌 91年年間ベストヒットゲームズ25 アップライトコックピット型ＴＶゲーム機 第一位[7]
- ローラーゲームズ - 「ゲームマシン」誌 91年年間ベストヒットゲームズ25 フリッパー分野 第一位[7]

- 3月 - アーケードゲーム『ストリートファイターII』稼働。
- 8月9日 - アーケードゲーム『アウトラン』のメガドライブ・ゲームギア移植版が発売。
- 11月25日 - アーケードゲーム『餓狼伝説』稼働。12月にNEOGEO版が発売。

テレビゲーム

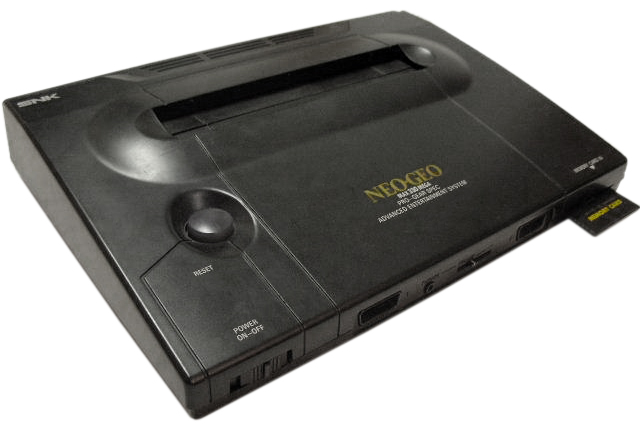
家庭用ネオジオ

- 3月29日 - メガドライブ用ソフト『シャイニング&ザ・ダクネス』発売。
- 4月6日 - スーパーファミコン用ソフト『ウルトラマン』発売。バンダイのスーパーファミコン参入第1弾ソフト。同時にアーケードゲーム版も稼働する。
- 4月26日 - メガドライブ用ソフト『ラングリッサー』発売。
- 6月17日 - メガドライブ用ソフト『アドバンスド大戦略 ドイツ電撃作戦』発売。
- 6月21日 - 日本電気ホームエレクトロニクスが家庭用ゲーム機「PCエンジンコアグラフィックスII」を発売。
- 6月28日 - ファミコン用ソフト『ボンバーマンII』発売。
- 7月1日 - SNKが家庭用ゲーム機「ネオジオ」（通称「AES」）を発売。ゲーム機自体は以前より（業務用ネオジオこと「MVS」の稼動時から）レンタル事業専用商品として存在した。
- 7月19日 - スーパーファミコン用ソフト『ファイナルファンタジーIV』発売。
- 7月26日 - メガドライブ用ソフト『ソニック・ザ・ヘッジホッグ』発売（12月にはゲームギア版も発売）。
- 8月2日 - メガドライブ用ソフト『ベア・ナックル 怒りの鉄拳』発売。
- 9月20日 - メガドライブ用ソフト『レンタヒーロー』発売。
- 9月20日 - ファミコン用ソフト『マリオオープンゴルフ』発売。
- 9月21日 - 日本電気ホームエレクトロニクスが家庭用ゲーム機「PCエンジンDuo」を発売。
- 10月4日 - スーパーファミコン用ソフト『超魔界村』発売。
- 10月25日 - メガドライブ用ソフト『ワンダーボーイV モンスターワールドIII』発売。
- 11月21日 - スーパーファミコン用ソフト『ゼルダの伝説 神々のトライフォース』発売。
- 12月6日 - ファミコン用ソフト『ロックマン4 新たなる野望!!』発売。
- 12月12日 - セガがメガドライブの周辺機器「メガCD」を発売。
- 12月13日 - 日本電気ホームエレクトロニクスが家庭用ゲーム機「PCエンジンLT」とPCエンジンシリーズの周辺機器「SUPER CD-ROM2」を発売。
- 12月14日 - ファミコン用ソフト『ヨッシーのたまご』発売。
- 12月18日 - メガCD用ソフト『天下布武〜英雄たちの咆哮〜』発売。
- 12月27日 - メガドライブ用ソフト『ゴールデンアックスII』発売。

携帯型ゲーム
- 6月28日 - ゲームボーイ用ソフト『聖剣伝説』発売。
- 7月26日 - ゲームボーイ用ソフト『ロックマンワールド』発売。12月に二作目である『ロックマンワールド2』が発売。

### スポーツ

#### 総合競技大会
- 第46回国民体育大会 (石川国体)

#### 野球
日本プロ野球（Nippon Professional Baseball, NPB)
- セントラル・リーグ優勝 広島東洋カープ
- パシフィック・リーグ優勝 西武ライオンズ
- 日本シリーズ優勝 西武ライオンズ（4勝3敗）

高校野球
- 第63回選抜高等学校野球大会優勝 広陵高等学校（広島県）
- 第73回全国高等学校野球選手権大会優勝 大阪桐蔭高等学校（初出場初優勝）（大阪府）

#### サッカー
- 1991年のサッカー日本代表
- Jリーグ発足
  - Jリーグ鹿島アントラーズの運営会社である株式会社鹿島アントラーズエフシーが設立される。

高校サッカー
- 第69回全国高等学校サッカー選手権大会

#### 相撲
大相撲（幕内最高優勝）
- 初場所 霧島一博
- 春場所 北勝海信芳
- 夏場所 旭富士正也
- 名古屋 琴富士孝也
- 秋場所 琴錦功宗
- 九州場所 小錦八十吉

#### プロレス
- プロレス大賞MVP ジャンボ鶴田（全日本プロレス）
- G1クライマックス優勝 蝶野正洋（初優勝）
- 世界最強タッグ決定リーグ戦優勝 テリー・ゴディ&スティーブ・ウィリアムス組「殺人魚雷コンビ」

#### モータースポーツ
- ル・マン24時間耐久レース マツダ・787B 世界初のロータリエンジンを積んでの優勝と、日本勢として初の優勝という2つの偉業を成し遂げた(2018年にトヨタが優勝するまでマツダは、日本勢として唯一優勝経験のあるメーカーであった)。
- 全日本F3000選手権 片山右京
- 全日本F3選手権 パウロ・カーカッシ
- 全日本スポーツプロトタイプカー耐久選手権 星野一義
- 全日本ツーリングカー選手権 長谷見昌弘

## 誕生
誕生した事に特筆性のある人物等（世襲制の跡継ぎ、絶滅寸前の生物の誕生、等）を記載しています。それ以外については、Category:1991年生を参照してください。

### 1月
- 1月1日 - 山下壱平、実業家、ドローン評論家
- 1月1日 - 小池理子、声優
- 1月3日 - 川崎あや、元モデル・タレント
- 1月5日 - 国山ハセン、元TBSアナウンサー
- 1月5日 - 森遥香、フリーアナウンサー
- 1月5日 - 土屋ひかる、ファッションモデル
- 1月5日 - 岡田良菜、スノーボード選手
- 1月5日 - 馬越幸子、女優、モデル、俳優
- 1月6日 - 関谷愛里紗、女優
- 1月7日 - 伊藤準規、プロ野球選手
- 1月7日 - あずみ恋、AV女優
- 1月7日 - 綾見ひかる、AV女優
- 1月7日 - 小林よしみ、プロボウラー選手
- 1月7日 - 倉本寿彦、プロ野球選手
- 1月8日 - 樋井明日香、タレント、アイドル（HINOIチーム）
- 1月8日 - 佐藤峻一、プロ野球選手
- 1月9日 - 笠原将生、プロ野球選手
- 1月9日 - 福谷浩司、プロ野球選手
- 1月10日 - 江幡睦、キックボクサー
- 1月10日 - 江幡塁、キックボクサー
- 1月11日 - 中島卓也、プロ野球選手
- 1月11日 - 一岡竜司、プロ野球選手
- 1月13日 - 角晃多、プロ野球選手
- 1月14日 - 市川華菜、陸上競技選手
- 1月14日 - 北條瑛祐、朝日放送テレビアナウンサー
- 1月15日 - 村上大介、フィギュアスケート選手
- 1月15日 - 桐山瑠衣、グラビアアイドル
- 1月16日 - 六平光成、サッカー選手
- 1月17日 - 高山睦美、フィギュアスケート選手
- 1月17日 - 愛音まひろ、AV女優
- 1月18日  - 鮎川太陽、俳優
- 1月18日 - 七菜香、ファッションモデル
- 1月19日 - 高橋ユウ、ファッションモデル
- 1月19日 - 鈴木駿也、プロ野球選手
- 1月19日 - 前田佳美、ファッションモデル
- 1月19日 - 田中麻耶、アナウンサー
- 1月20日 - 一色美名、グラビアアイドル
- 1月20日 - 大知正紘、歌手、シンガーソングライター
- 1月20日 - 白石大志、お笑い芸人
- 1月21日 - 大河、俳優
- 1月22日 - 卜部里菜、バレーボール選手
- 1月22日 - 小松加奈、ミュージカル女優
- 1月23日 - 池田沙絵美、ファッションモデル
- 1月23日 - 奥山由之、写真家
- 1月24日 - 雄大、キックボクサー
- 1月25日 - 工藤ちあき、グラビアアイドル
- 1月25日 - 北村諒、ファッションモデル
- 1月25日 - 関口メンディー、ダンサー、元GENERATIONS from EXILE TRIBE、元EXILE
- 1月26日 - サツマカワRPG、お笑い芸人
- 1月28日 - 三田村春奈、タレント
- 1月28日 - 満島みなみ、ファッションモデル
- 1月28日 - 石井未紗、声優
- 1月29日 - 齊藤彩、子役
- 1月29日 - 千小町、女性アイドル
- 1月29日 - 鈴木聡美、競泳選手

### 2月
- 2月1日 - 藤間ほのか、タレント
- 2月2日 - 川久保雄基、俳優
- 2月2日 - 南羽翔平、俳優
- 2月3日 - まえだくん、漫画家
- 2月3日 - 谷内亮太、プロ野球選手
- 2月4日 - 杉谷拳士、プロ野球選手
- 2月4日 - 大政絢、女優
- 2月5日 - 奥田佳菜子、タレント
- 2月6日 - 佐藤栞菜、女優
- 2月6日 - 平松真実、お菓子系アイドル
- 2月6日 - フクシノブキ、俳優
- 2月7日 - 前山剛久、俳優
- 2月7日 - YOHKO、シンガーソングライター
- 2月10日 - 杉山翔大、プロ野球選手
- 2月11日 - 我妻三輪子、ファッションモデル
- 2月11日 - 遠谷比芽子、女優、タレント
- 2月11日 - 無良崇人、フィギュアスケート選手
- 2月11日 - 石川真衣、バスケットボール選手
- 2月12日 - 厚ヶ瀬美姫、女子プロ野球選手
- 2月12日 - 弘中綾香、アナウンサー
- 2月12日 - 福田典子、アナウンサー
- 2月12日 - 長沢美月、ファッションモデル、タレント
- 2月12日 - 黒瀧まりあ、ファッションモデル
- 2月12日 - 川上早春、声優
- 2月12日 - 倉口桃、声優
- 2月13日 - 伊勢みはと、グラビアアイドル
- 2月13日 - 柳川澄樺、プロレスラー
- 2月14日 - 神田あずみ、グラビアアイドル
- 2月15日 - 斎藤嘉樹、俳優
- 2月15日 ‐ 中島悠、ルービックキューブ
- 2月16日 - 大川咲也加、宗教家、幸福の科学創始者大川隆法の長女
- 2月17日 - 北薗新光、柔道家
- 2月17日 - 上村智宏、俳優
- 2月17日 - 日向千歩、ファッションモデル
- 2月18日 - 井上翼久、俳優、モデル
- 2月19日 - AMO、ファッションモデル
- 2月19日 - 永瀬麻帆、タレント
- 2月20日 - アンキラス・タカ、俳優
- 2月21日 - 世界、EXILEのパフォーマー
- 2月22日 - 古性優作、マウンテンバイクレース選手
- 2月22日 - 渡辺未優、タレント
- 2月23日 - 森下宗、プロ野球選手
- 2月23日 - 大沢美加、AV女優
- 2月25日 - 天野莉絵、ファッションモデル・タレント
- 2月25日 - 瀬尾有耶、バレーボール選手
- 2月26日 - 上原奈美、ファッションモデル
- 2月26日 - 大瀬あみ、タレント
- 2月26日 - タナカシングル、お笑い芸人（8.6秒バズーカー）
- 2月27日 - 蓮佛美沙子、女優
- 2月27日 - 指宿洋史、サッカー選手
- 2月27日 - KEVIN、ファッションモデル
- 2月28日 - 山本ひかる、女優
- 2月28日 - 山北早紀、声優、歌手
- 2月28日 - 長谷川眞優、タレント・女優

### 3月
- 3月1日 - 成田梨紗、元AKB48
- 3月1日 - 奥野香耶、声優
- 3月2日 - 川島絢子、ファッションモデル
- 3月2日 - 山中拓也、アーティスト、THE ORAL CIGARETTESボーカル
- 3月3日 - 坂口杏里、女優
- 3月4日 - 中村蒼、俳優
- 3月4日 - 古田ひろこ、タレント
- 3月4日 - 川満寛弥、プロ野球選手
- 3月4日 - 惠若琪、バレーボール選手
- 3月5日 - rionos、シンガーソングライター、作曲家
- 3月6日 - 西野勇士、プロ野球選手
- 3月6日 - 中谷萌美（MEG）、歌手、BRIGHTメンバー
- 3月8日 - 梅原裕一郎、声優
- 3月8日 - 竹内涼、サッカー選手
- 3月9日 - 間宮夕貴、タレント
- 3月9日 - 澤田龍哉、競馬騎手
- 3月9日 - 田尻悠人、囲碁棋士
- 3月9日 - 原希美、ハンドボール選手
- 3月10日 - 米津玄師、シンガーソングライター
- 3月10日 - はまやねん、お笑いタレント（8.6秒バズーカー）
- 3月11日 - 中﨑雄太、プロ野球選手
- 3月11日 - 京泉智士、ファッションモデル
- 3月11日 - 桜井紗稀、グラビアアイドル
- 3月11日 - リンリン、元モーニング娘。
- 3月12日 - 井出卓也、タレント
- 3月12日 - 有吉優樹、プロ野球選手
- 3月12日 - 住田貴彦、サッカー選手
- 3月12日 - ハマ・オカモト、ファンク、ロック
- 3月12日 - 小谷実由、ファッションモデル
- 3月13日 - 夏目鈴、タレント、女優
- 3月14日 - 仲村みう、グラビアアイドル、AV女優
- 3月14日 - 池田ショコラ、バラエティタレント
- 3月14日 - 酒井高徳、サッカー選手
- 3月15日 - 北乃きい、女優
- 3月16日 - 咲妃みゆ、女優(元宝塚歌劇団雪組トップ娘役)
- 3月16日 - 磯村亮太、サッカー選手
- 3月17日 - 松井飛雄馬、野球選手
- 3月19日 - 三遊亭楽㐂、元落語家
- 3月19日 - 桜もこ、AV女優
- 3月20日 - 吉川智恵、ファッションモデル
- 3月20日 - 清武功暉、サッカー選手
- 3月23日 - 千賀健永、Kis-My-Ft2
- 3月23日 - 鳥海汐里、タレント
- 3月23日 - 川島絢子、元タレント
- 3月24日 - M!ho、女優
- 3月24日 - 大東和華子、テレビ山口アナウンサー
- 3月24日 - 金平将至、プロ野球選手
- 3月25日 - 田代佳奈美、バレーボール選手
- 3月25日 - 鈴川絢子、お笑いタレント
- 3月26日 - 木村葵、グラビアアイドル
- 3月26日 - 笠原光希、ミュージカル俳優
- 3月27日 - 俵小百合、タレント
- 3月28日 - 飛鳥凛、女優、タレント
- 3月28日 - 黒木優子、プロボクサー
- 3月28日 - 加藤翔平、プロ野球選手
- 3月28日 - 飯田哲矢、プロ野球選手
- 3月29日 - 伊奈川愛菓、将棋棋士
- 3月29日 - 深川麻衣、女優、元乃木坂46
- 3月29日 - 河野大樹、プロ野球選手
- 3月29日 - 上原りさ、女優
- 3月30日 - 佐々木未来、声優
- 3月31日 - 栗原卓也、俳優
- 3月31日 - 鳥越裕貴、俳優
- 3月31日 - 上原光紀、NHKアナウンサー

### 4月
- 4月1日 - 塚田健太、俳優
- 4月1日 - 本仮屋リイナ、東海テレビ放送アナウンサー
- 4月1日 - 友永翔太、プロ野球選手
- 4月2日 - 中村亘佑、プロ野球選手
- 4月2日 - 大﨑淳矢、サッカー選手
- 4月2日 - 琴勇輝一巖、元大相撲力士、年寄・18代荒磯。
- 4月3日 - 佐藤さくら、グラビアアイドル
- 4月3日 - 芥川愛加、バレーボール選手
- 4月3日 - 前田公輝、俳優
- 4月4日 - 金子織江、グラビアアイドル
- 4月4日 - 小池唯、グラビアアイドル
- 4月4日 - 森崎アリス、タレント
- 4月5日 - 伊倉慎之介、俳優
- 4月5日 - 赤間直哉、俳優
- 4月5日 - 杉本裕太郎、プロ野球選手
- 4月5日 - 古舘佑太郎、俳優、歌手
- 4月6日 - 平田愛咲、女優
- 4月8日 - 高橋みなみ、元AKB48
- 4月8日 - 谷口菜月、チューリップテレビアナウンサー
- 4月10日 - 横山貴明、プロ野球選手
- 4月10日 - 元嶋佑弥、レーシングドライバー
- 4月11日 - 真野恵里菜、歌手
- 4月11日 - 松平健太、卓球選手
- 4月11日 - 岸明日香、グラビアアイドル
- 4月11日 - 西浦直亨、プロ野球選手
- 4月12日 - 菊池大介、サッカー選手
- 4月12日 - 森岡亮太、サッカー選手
- 4月14日 - 伊藤瞭、俳優
- 4月15日 - 有岡大貴、Hey! Say! JUMP
- 4月15日 - 重松健太郎、サッカー選手
- 4月16日 - 宇垣美里、アナウンサー
- 4月16日 - 三竿雄斗、サッカー選手
- 4月16日 - 友利恵、アイドル
- 4月17日 - 今村猛、プロ野球選手
- 4月17日 - 上杉晋作、チェスプレーヤー
- 4月17日 - 千代丸一樹、大相撲力士
- 4月18日 - あいださくら、AV女優
- 4月19日 - 松本美佳里、元タレント
- 4月19日 - 眞下貴之、プロ野球選手
- 4月19日 - 笠原美香、ファッションモデル
- 4月20日 - 野中美郷、元AKB48
- 4月20日 - 新竹優子、体操選手
- 4月22日 - 斉藤壮馬、声優
- 4月23日 - 林美沙里、女優
- 4月23日 - 平井諒、プロ野球選手
- 4月23日 - 岩橋慶侍、プロ野球選手
- 4月25日 - 田中杏里、タレント
- 4月26日 - 秋山拓巳、プロ野球選手
- 4月26日 - 小林さり、女優
- 4月28日 - 山田健太、俳優
- 4月28日 - 矢野みなみ、OHKアナウンサー
- 4月29日 - 鈴木まりや、元SNH48・元AKB48
- 4月29日 - 大瀬楓、元THE ポッシボー
- 4月29日 - 舟山久美子、ファッションモデル
- 4月30日 - 仙石みなみ、アップアップガールズ（仮）
- 4月30日 - 川浪吾郎、サッカー選手

### 5月
- 5月1日 - 西宮悠介、プロ野球選手
- 5月2日 - 加藤みづき、女優
- 5月3日 - ぱいぱいでか美、歌手・DJ
- 5月3日 - 平井大、歌手
- 5月4日 - 浜田由梨、グラビアアイドル
- 5月6日 - 河原田巧也、俳優
- 5月7日 - 加藤大、サッカー選手
- 5月7日 - 高田直美、ミュージカル俳優
- 5月8日 - 瀧川ありさ、シンガーソングライター
- 5月9日 - 原口元気、サッカー選手
- 5月10日 - 望月雅史、野球選手
- 5月10日 - 関谷亮太、プロ野球選手
- 5月10日 - 大倉梓、ファッションモデル・タレント・女優
- 5月10日 - 伊達朱里紗、声優
- 5月11日 - 兼近大樹、お笑いタレント(EXIT)
- 5月11日 - 笠井しげ、俳優
- 5月12日 - 坂本りおん、アイドル
- 5月12日 - 菅沼美帆、ファッションモデル
- 5月12日 - 須貝駿貴、クイズプレイヤー
- 5月14日 - 竹内千尋、モデル
- 5月15日 - 冨浦智嗣、俳優
- 5月15日 - 奥山武宰士、サッカー選手
- 5月16日 - 岸信千世、政治家（衆議院議員）
- 5月16日 - 桐山紗知、タレント
- 5月16日 - 栁俊太郎、モデル
- 5月16日 - 水月桃子、グラビアアイドル
- 5月17日 - 小林香菜、元AKB48
- 5月17日 - 豊福晃司、プロ野球選手
- 5月17日 - 延山信弘、俳優・タレント
- 5月23日 - 古田寛幸、サッカー選手
- 5月23日 - ヌンイラ華蓮、柔道選手
- 5月24日 - 梅田えりか、元℃-ute
- 5月24日 - 藤澤五月、カーリング選手
- 5月24日 - 角舘信恒、プロアイスホッケー選手
- 5月25日 - 高木俊幸、サッカー選手
- 5月26日 - 阿部巧、サッカー選手
- 5月26日 - 瀬戸花、グラビアアイドル
- 5月27日 - 松永渚、女優
- 5月27日 - 尾崎雄貴、ミュージシャン
- 5月29日 - 早見沙織、声優
- 5月29日 - 千代ノ皇王代仁、大相撲力士
- 5月29日 - 近藤大亮、プロ野球選手
- 5月30日 - 茨田陽生、サッカー選手

### 6月
- 6月1日 - 酒井貴士、お笑い芸人（ザ・マミィ）
- 6月3日 - 安藤遥、タレント、アイドル
- 6月3日 - 廣瀬大介、俳優
- 6月4日 - 篠原杏、AV女優
- 6月4日 - 嶺井博希、プロ野球選手
- 6月5日 - 高梨裕稔、プロ野球選手
- 6月7日 - 岩谷美里、女子プロ野球選手
- 6月9日 - 田口千晶、タレント、女優
- 6月11日 - 小林潤志郎、スキージャンプ選手
- 6月11日 - 外岡えりか、元アイドリング!!!
- 6月11日 - 渡嘉敷来夢、バスケットボール選手
- 6月12日 - 松前吏紗、タレント
- 6月14日 - 遠藤瞳、ファッションモデル
- 6月14日 - ちゃんもも◎、タレント
- 6月14日 - 河野元貴、プロ野球選手
- 6月15日 - 武田梨奈、タレント
- 6月15日 - 栗山航、俳優・モデル
- 6月15日 - 長谷川潤、プロ野球選手
- 6月16日 - 石川貢、プロ野球選手
- 6月17日 - 星野智世、タレント
- 6月17日 - 波瑠、女優・タレント
- 6月17日 - 菊池雄星、プロ野球選手
- 6月17日 - 大瀬良大地、プロ野球選手
- 6月17日 - 梅野隆太郎、プロ野球選手
- 6月18日 - 岡本玲、女優、タレント
- 6月19日 - 鬼屋敷正人、プロ野球選手
- 6月19日 - 岩崎優、プロ野球選手
- 6月20日 - 鈴木昂平、プロ野球選手
- 6月20日 - 関原凌河、サッカー選手
- 6月21日 - 庄司隼人、プロ野球選手
- 6月21日 - 伊藤沙月、プロボクサー
- 6月24日 - 北原里英、女優、元NGT48、AKB48、SKE48
- 6月24日 - 桑原由気[Web 1]、声優
- 6月24日 - 山口百恵、芸能人女子フットサル選手（ASAI RED ROSE）
- 6月25日 - 浜尾京介、俳優
- 6月25日 - 飯塚翔太、陸上競技選手
- 6月26日 - 中山京、元俳優
- 6月26日 - 花江夏樹、声優
- 6月28日 - 小山ひかる、HINOIチーム
- 6月29日 - RENA、シュートボクサー
- 6月29日 - 田中萌 (アナウンサー) テレビ朝日アナウンサー
- 6月30日 - 夏帆、タレント・女優
- 6月30日 - 皆川玲奈、TBSテレビアナウンサー

### 7月
- 7月3日 - 板野友美、歌手、元AKB48
- 7月4日 - 倉田みな、グラビアアイドル・歌手
- 7月4日 - 森山るり、キャスター、タレント
- 7月5日 - 栗原幸信、ヴァイオリン奏者
- 7月7日 - 稲森彩、琉球放送元アナウンサー
- 7月7日 - 天風浩一、大相撲力士
- 7月9日 - 藤間ゆかり、AV女優
- 7月9日 - 桂依央利、元プロ野球選手
- 7月10日 - 前田敦子、女優、元AKB48
- 7月10日 - 大翔丸翔伍、大相撲力士
- 7月11日 - 坂口健太郎、俳優
- 7月12日 - 亀田和毅、プロボクサー
- 7月12日 - 千代嵐慶喜、大相撲力士
- 7月15日 - 柏木由紀、元AKB48、NGT48、NMB48
- 7月15日 - 品田亮太、TBSテレビアナウンサー
- 7月15日 - 今宮健太、プロ野球選手
- 7月15日 - 岡大海、プロ野球選手
- 7月16日 - 松本翼、俳優
- 7月17日 - 陽川尚将、プロ野球選手
- 7月17日 - 中世古麻衣、モデル、グラビアアイドル
- 7月18日 - 平出涼、サッカー選手
- 7月18日 - 山本美月、ファッションモデル
- 7月19日 - 森田直幸、俳優
- 7月19日 - 菅聡美、ファッションモデル
- 7月20日 - 千代翔馬富士雄、大相撲力士
- 7月20日 - 大鶴肥満、お笑い芸人（ママタルト）
- 7月21日 - 篠田ゆう、AV女優
- 7月21日 - 安井謙太郎、7ORDER、俳優、元ジャニーズJr（Love-tune）
- 7月21日 - 吉田裕太、元プロ野球選手
- 7月22日 - 稲森寿世、ファッションモデル、歌手
- 7月23日 - 金澤翔太、俳優
- 7月24日 - 峯崎雄太、俳優
- 7月24日 - 関戸優希、女優
- 7月24日 - 佐伯千夏、元野球選手
- 7月25日 - 伊東昂大、元プロ野球選手
- 7月26日 - 吉田知那美、カーリング選手
- 7月27日 - 松井玲奈、女優、元SKE48、乃木坂46
- 7月27日 - Aive、タレント
- 7月27日 - 剣翔桃太郎、大相撲力士
- 7月27日 - 原田美欧、ミュージカル俳優、元バレエダンサー
- 7月28日 - 逢沢りな、女優
- 7月28日 - 池澤あやか、女優
- 7月28日 - 浅居円、女優、元AKB48研究生
- 7月29日 - 岩村捺未、アイドル、元PASSPO☆
- 7月29日 - 小澤陽子、フジテレビアナウンサー
- 7月29日 - 武尊、K-1選手
- 7月29日 - 宮司愛海、フジテレビアナウンサー
- 7月31日 - 鉢嶺七奈、女優

### 8月
- 8月1日 - 工藤阿須加、俳優
- 8月2日 - 守永真彩、グラビアアイドル・タレント・女優
- 8月3日 - 増田有華、女優、元AKB48
- 8月3日 - 福倉健太郎、プロ野球選手
- 8月5日 - 宮川明衣、タレント
- 8月5日 - 真魚、女優
- 8月7日 - 根本レンキ、俳優
- 8月7日 - 林清羅、モデル
- 8月10日 - 藤村聖子、女優
- 8月11日 - 香川拓海、俳優
- 8月12日 - 松浦勇武、サッカー選手
- 8月13日 - 黒木弥生、女子プロ野球選手
- 8月14日 - 新居里菜、女優
- 8月15日 - 東條大樹、プロ野球選手
- 8月15日 - 倉橋うみ、女優
- 8月16日 - 常盤祐貴、俳優、声優
- 8月16日 - 久川実津紀、grram
- 8月17日 - 堂林翔太、プロ野球選手
- 8月17日 - 白桃ピーチよぴぴ、お笑い芸人
- 8月19日 - 藤原聡、歌手（Official髭男dism）
- 8月19日 - 山下峻、プロ野球選手
- 8月20日 - 磯村エレナ、タレント
- 8月20日 - 小柳歩、6代目ミスマリンちゃん・グラビアアイドル
- 8月20日 - 黒田歩美夏、タレント
- 8月21日 - RINA、SCANDAL (ドラム＆ヴォーカル担当)
- 8月23日 - 川原弘之、プロ野球選手
- 8月23日 - 草薙航基、お笑い芸人（宮下草薙）
- 8月24日 - 松下美保、女優・グラビアアイドル
- 8月25日 - 多田瑞穂、グラビアアイドル
- 8月25日 - 駒形友梨、声優
- 8月27日 - 大高力也、俳優
- 8月27日 - 西村佳奈子、女優
- 8月30日 - 鎌田あかね、元FANTASISTA
- 8月31日 - 小野寺結衣、フリーアナウンサー
- 8月31日 - 小寺真理、吉本新喜劇座員

### 9月
- 9月1日 - 小林公太、プロ野球選手
- 9月1日 - 九里亜蓮、プロ野球選手
- 9月1日 - 赤﨑秀平、サッカー選手
- 9月1日 - 神谷まゆ、AV女優
- 9月2日 - 松山メアリ、グラビアアイドル・女優
- 9月3日 - 小川龍也、プロ野球選手
- 9月3日 - 木村敦、俳優
- 9月4日 - ド・ランクザン望、俳優・タレント
- 9月4日 - 西田哲朗、プロ野球選手
- 9月5日 - 斉藤彩、子役
- 9月5日 - 岩貞祐太、プロ野球選手
- 9月5日 - 和田雅成、俳優
- 9月6日 - 小関翔太、プロ野球選手
- 9月6日 - 市川知宏、俳優
- 9月6日 - 野川拓斗、プロ野球選手
- 9月7日 - しほの涼、女優
- 9月8日 - CHiYO、歌手
- 9月8日 - 下沖勇樹、プロ野球選手
- 9月10日 - 小野彩香、お天気キャスター
- 9月10日 - R-指定、ラッパー
- 9月14日 - 藤江莉莎、タレント
- 9月14日 - 荻野賢次郎、サッカー選手
- 9月14日 - 新山らん、グラビアアイドル、AV女優
- 9月14日 - 西園寺れお、AV女優
- 9月15日 - 神庭彩、タレント
- 9月15日 - Kaede、アイドル(Negicco）
- 9月16日 - 瀬口かな、アイドル(中野風女シスターズ)
- 9月17日 - 石川遼、プロゴルファー
- 9月17日 - ささの翔太、俳優
- 9月17日 - 宇佐美蘭、キャスター
- 9月17日 - 寿美菜子、声優
- 9月17日 - 大嶺翔太、プロ野球選手
- 9月17日 - 上原りさ、タレント
- 9月18日 - 大島崚、声優
- 9月19日 - 山田修義、プロ野球選手
- 9月20日 - 秋山寛貴、お笑いタレント（ハナコ）
- 9月20日 - 松川尚瑠輝、俳優
- 9月20日 - 沈東燮、プロ野球選手
- 9月20日 - 駒谷麻妃、女子プロ野球選手
- 9月20日 - 大島なぎさ、モデル・女優
- 9月21日 - 宇内梨沙、TBSアナウンサー
- 9月21日 - 西野創人、お笑い芸人（コロコロチキチキペッパーズ）
- 9月22日 - 草薙和輝、テレビ朝日アナウンサー
- 9月22日 - 瞳はるか、元ファンタピース
- 9月23日 - 朝倉あき、女優
- 9月23日 - 岩本乃蒼、日本テレビアナウンサー
- 9月23日 - 有田光希、サッカー選手
- 9月23日 - 江原啓一郎、NHKアナウンサー
- 9月24日 - 早乙女太一、俳優
- 9月24日 - 田名網駿一、アナウンサー
- 9月24日 - 国吉佑樹、プロ野球選手
- 9月24日 - 中西悠理、元岡山放送アナウンサー
- 9月26日 - 佐藤惇、パルクール指導者　SASUKE新世代
- 9月26日 - 吉谷彩子、女優
- 9月27日 - 横山ルリカ、歌手、元アイドリング!!!
- 9月27日 - 内田理央、グラビアアイドル、女優、ファッションモデル
- 9月28日 - 田上真里奈、女優
- 9月28日 - 礒部希帆、グラビアアイドル、タレント
- 9月30日 - 山田絵里奈、ファッションモデル

### 10月
- 10月1日 - あいか、グラビアアイドル
- 10月3日 - 高城亜樹、元AKB48
- 10月3日 - センラ、歌手（浦島坂田船）
- 10月4日 - 渡部善斗、ノルディック複合選手
- 10月5日 - 扇原貴宏、サッカー選手
- 10月7日 - 齋藤恵、ファッションモデル
- 10月8日 - 長江翔太、プロ野球選手
- 10月9日 - 新穂えりか、女優
- 10月9日 - 折山みゆ、アイドル、女優
- 10月9日 - 渡辺智佳、ミュージカル俳優
- 10月11日 - 春奈るな、歌手、ファッションモデル
- 10月11日 - 西山宏太朗、声優
- 10月12日 - 山口恵梨子、女流棋士
- 10月15日 - 仲谷明香、声優、元AKB48
- 10月15日 - 神谷えりな、グラビアアイドル
- 10月16日 - 瀧本美織、女優、タレント
- 10月17日 - 畑下由佳、日本テレビアナウンサー
- 10月17日 - 新山、お笑いタレント（さや香）
- 10月18日 - まふまふ、歌手、ミュージシャン
- 10月19日 - 永井麻央、レースクイーン、タレント
- 10月20日 - 観月あこ、元ファッションモデル
- 10月21日 - 藤本泉、タレント
- 10月23日 - 小室眞子、元皇族（眞子内親王）、秋篠宮家の長女
- 10月23日 - 渡辺彼野人、タレント
- 10月24日 - 荒井千歩、女優
- 10月24日 - 六角彩子、野球選手
- 10月25日 - 金井史更、俳優
- 10月25日 - 愛川こずえ、ネットアイドル、元DANCEROID
- 10月25日 - 三木亮、プロ野球選手
- 10月25日 - ヒロド歩美、フリーアナウンサー、元朝日放送テレビアナウンサー
- 10月26日 - 渡部秀、俳優
- 10月26日 - 飯田里穂、元子役、元てれび戦士、タレント、声優、μ's
- 10月27日 - 高橋祥平、サッカー選手
- 10月28日 - 安斉雄虎、プロ野球選手
- 10月29日 - 刀根亮輔、サッカー選手
- 10月29日 - 肥後千暁、元タレント、肥後克広（ダチョウ倶楽部）の娘
- 10月31日 - 須田亜香里、元SKE48

### 11月
- 11月1日 - 碇由貴子、元女優
- 11月1日 - 橋本汰斗、俳優
- 11月1日 - 青山誠、プロ野球選手
- 11月1日 - 元砂勇雪、競輪選手
- 11月4日 - 勝武士幹士、大相撲力士（+ 2020年[新聞 1]）
- 11月5日 - 正代直也、大相撲力士（大関）
- 11月5日 - 阿部友保、ファッションモデル
- 11月6日 - 倉持由香、グラビアアイドル
- 11月6日 - 円野つくし、ミュージカル俳優
- 11月6日 - 愛甲千笑美、ファッションモデル
- 11月8日 - 中野勇士、俳優
- 11月8日 - 水城さくら、元ファンタピース
- 11月8日 - 小川ゆい、女優、タレント
- 11月9日 - 立花未樹、女優
- 11月11日 - 美愛、グラビアアイドル
- 11月12日 - 石井マーク、声優、俳優
- 11月12日 - 田本清嵐、俳優
- 11月13日 - 占部佑季、ファッションモデル
- 11月13日 - 秋乃みずき、グラビアアイドル
- 11月14日 - 平松可奈子、元SKE48
- 11月15日 - 南登千明、女優
- 11月15日 - 山本大貴、サッカー選手
- 11月16日 - 河西智美、歌手、元AKB48
- 11月16日 - 青谷優衣、元FANTASISTA
- 11月16日 - 林沙奈恵、YGA
- 11月18日 - 曲尾マイケ、プロ野球選手
- 11月18日 - 中村隼、サッカー選手
- 11月18日 - 愛、タレント、モデル、歌手、アイドル（元シンデレラマジックEAST）
- 11月19日 - 山本元喜、自転車競技（ロードレース）選手
- 11月20日 - 小林奨、俳優
- 11月20日 - 関根直也、俳優
- 11月20日 - 青峰佑樹、俳優
- 11月20日 - 山口ひかり、グラビアアイドル
- 11月20日 - 琴恵光充憲、元大相撲力士、年寄・9代尾車。
- 11月21日 - 大平奈津美、女優
- 11月21日 - 志賀隼哉、NHKアナウンサー
- 11月22日 - 清水佐紀、Berryz工房
- 11月22日 - 安宅小百合、ミュージカル俳優
- 11月22日 - 大木貴将、プロ野球選手
- 11月23日 - 山川穂高、プロ野球選手
- 11月23日 - 永島優美、フジテレビアナウンサー
- 11月25日 - 青木愛理、女優
- 11月25日 - 加治屋蓮、プロ野球選手
- 11月26日 - 奥本貴之、プロボクサー
- 11月26日 - 筒香嘉智、プロ野球選手
- 11月26日 - 山本真夢、女優、モデル
- 11月26日 - 末岡志保美、武道家・居合家
- 11月28日 - 河北麻友子、女優、タレント
- 11月28日 - 鈴木湧太、元ジャニーズJr.
- 11月29日 - 高柳明音、元SKE48
- 11月29日 - 沢口けいこ、グラビアアイドル、タレント
- 11月29日 - 照ノ富士春雄、大相撲力士（第73代横綱）
- 11月30日 - 伊藤綾美、アイドル

### 12月
- 12月1日 - 立花陽香、グラビアアイドル、タレント
- 12月1日 - さとう遥希、AV女優
- 12月2日 - このは、AV女優
- 12月2日 - 菅原千瑛、プロ雀士
- 12月2日 - 鈴木夕湖、カーリング選手
- 12月2日 - 村田莉、ファッションモデル
- 12月3日 - 吉武怜朗、元俳優
- 12月3日 - 碓井将大、タレント
- 12月3日 - 渡部やえ、演歌歌手
- 12月3日 - 村雨美紀、アナウンサー
- 12月5日 - 岡田俊哉、プロ野球選手
- 12月5日 - 瀬乃ゆいか、AV女優
- 12月7日 - 桜田通、俳優
- 12月8日 - 秋田きよ美、タレント
- 12月8日 - 馬場ももこ、アナウンサー
- 12月8日 - 白川悠衣、タレント、モデル
- 12月8日 - 森泰次郎、サッカー選手
- 12月8日 - 多田毬奈、ミュージカル俳優
- 12月9日 - 猪狩ともか、車いすアイドル[新聞 2]（仮面女子）
- 12月9日 - 村田ちひろ、元子役、元てれび戦士、タレント
- 12月9日 - 松澤茜、ファッションモデル
- 12月9日 - 柚木渚、サッポロビールイメージガール
- 12月11日 - 中村勝、プロ野球選手
- 12月11日 - 白村明弘、プロ野球選手
- 12月12日 - 平井麗奈、ダンサー・女優
- 12月12日 - 小野あつこ、歌手、タレント
- 12月13日 - 松下ひかり、AV女優
- 12月13日 - おのののか、グラビアアイドル、タレント、レースクイーン
- 12月14日 - 高畑充希、女優
- 12月15日 - Giga、音楽家（元REOLメンバー）・ボカロP
- 12月15日 - 下垣真香、アイドル
- 12月16日 - 梅澤菜奈子、女優
- 12月16日 - 青木ななこ、女優、タレント
- 12月16日 - 野平未來、女優
- 12月16日 - 矢野聖人、俳優
- 12月18日 - 木下拓哉、プロ野球選手
- 12月18日 - 八木直生、サッカー選手
- 12月18日 - 冨田佳輔、俳優
- 12月19日 - 上坂すみれ、声優、タレント
- 12月20日 - 平井克典、プロ野球選手
- 12月21日 - マイケル、ファッションモデル
- 12月21日 - 森本裕介、IDEC株式会社のシステムエンジニア、SASUKEの4人目完全制覇者
- 12月21日 - 三根梓、女性ファッションモデル
- 12月23日 - 石原美優、グラビアアイドル
- 12月23日 - 藤井祐眞、バスケットボール選手
- 12月24日 - 山田麗、タレント
- 12月24日 - 田口紗帆、野球選手
- 12月25日 - 黒瀬真奈美、女優
- 12月25日 - 愛美(寺川愛美)、声優
- 12月26日 - 西原信裕、俳優
- 12月26日 - 渡辺千晴、タレント
- 12月26日 - 信樂晃史、プロ野球選手
- 12月26日 - 森原康平、プロ野球選手
- 12月26日 - 佐香智久、歌手
- 12月27日 - 原田千弘、ミュージカル俳優
- 12月27日 - 石川柊太、プロ野球選手
- 12月27日 - 森下絵理香、NHKアナウンサー
- 12月28日 - 大家志津香、元AKB48
- 12月28日 - 副島萌生、NHKアナウンサー
- 12月28日 - 高野圭佑、プロ野球選手
- 12月30日 - 奈良くるみ、テニス選手
- 12月30日 - 山崎麻衣、ファンションモデル、タレント
- 12月30日 - ディーン元気、陸上選手